# Gyula Kállai
 Gyula Kállai (né le 1er juin 1910 à  mort le 12 mars 1996 à Budapest) est un homme d'État hongrois. Il est Premier ministre de Hongrie de 1965 à 1967.

## Biographie
En 1931, il est un militant du Parti communiste hongrois (MKP). En 1937-1938 il est un animateur actif dans le mouvement intellectuel et politique Márciusi Front (« Front de mars »). En 1939 il est arrêté mais relâché faute de preuves suffisantes. Il collabore au journal socialiste Népszava.
De 1945 à 1948, il appartient au comité central du Parti communiste de Hongrie puis de 1948 à 1951 au comité central du parti des travailleurs hongrois. Secrétaire d'État à l'Information de novembre 1945 à mai 1946, il est ministre des affaires étrangères de juin 1949 à mai 1951. En 1951 un vaste mouvement de répression politique s'abat sur la Hongrie. Des dizaines de milliers de hongrois, communistes, syndicalistes, paysans, ouvriers, anciens dirigeants de la résistance communiste sont internés dans des camps et des prisons. Kállai est arrêté sur ordre du chef du Parti communiste Mátyás Rákosi et condamné à 15 ans de prison, relâché en novembre 1953 puis réhabilité en 1954. Il est secrétaire d'État à la l'Éducation de février 1955 à octobre 1956. Il est secrétaire d'État à la Culture de mars 1957 à janvier 1958, puis ministre de la Culture de janvier 1958 à janvier 1960. Il est nommé  vice-président du conseil des ministres de janvier 1960 à avril aux côtés de János Kádár puis il est nommé Premier ministre du 30 juin 1965 au 14 avril 1967. Il préside ensuite l'Assemblée nationale d'avril 1967 jusqu'en mai 1971. Il quitte en 1975 le politburo du Parti communiste.
Il devient directeur de la publication puis rédacteur en chef de Társadalmi Szemle (« Revue sociale ») et président du comité du prix Kossuth. Il préside le conseil national du Front populaire patriotique (Hazafias Népfront) de 1967 à 1989.